# Far from Heaven
Far from Heaven (Lejos del cielo en España y Venezuela y Lejos del paraíso en Argentina) es una película estadounidense dramática de 2002 escrita y dirigida por Todd Haynes, protagonizada por Julianne Moore, Dennis Quaid, Dennis Haysbert y Patricia Clarkson.Ambientada en los Estados Unidos de los años 50 cuenta la historia de un ama de casa acomodada que vive en una zona residencial y que comprueba cómo su estilo de vida, aparentemente perfecto, comienza a desmoronarse. Rodado con la misma estética de las películas de Douglas Sirk de la década de 1950 aborda cuestiones como el racismo, el clasismo y la homofobia.
La cinta recibió 96 nominaciones, incluyendo cuatro en los Premios Globo de Oro y otras cuatro en los Premios Óscar a mejor actriz (Julianne Moore), guion (Todd Haynes), fotografía (Edward Lachman) y banda sonora (Elmer Bernstein), y 102 galardones destacando los 4 obtenidos en el Festival de Venecia.

## Argumento
Ambientada en una conservadora zona residencial de Connecticut en los años 50, la película gira en torno a Cathy Whitaker (Julianne Moore), una perfecta esposa, madre y ama de casa casada con Frank Whitaker (Dennis Quaid), un respetado ejecutivo de éxito. Un día Cathy ve a un hombre desconocido afrodescendiente en su jardín, quien resulta ser Raymond Deagon (Dennis Haysbert), el hijo de su antiguo jardinero, y con el que forjará una buena amistad. 
Mientras tanto, Frank se ve obligado con frecuencia a quedarse trabajando en su oficina hasta muy tarde. Una noche Cathy decide sorprender a su esposo llevándole la cena a su oficina, descubriéndole a su llegada abrazando apasionadamente a otro hombre. A petición de su esposa, Frank comienza a visitar a un psiquiatra con la esperanza de que le convierta en heterosexual, pero su relación con Cathy atraviesa una gran crisis y empieza a evadirse de sus problemas con el alcohol.
Incapaz de comprender el fracaso de su matrimonio, Cathy se refugia en su amistad con Raymond, cuya extensa cultura despierta su admiración, provocando con ello un auténtico escándalo entre sus vecinos. Al comprobar que el mundo idílico en el que vivía se está rompiendo en pedazos Cathy comienza a enamorarse de Raymond, lo que traerá consecuencias desagradables para ella y su familia, obligándole a hacer frente al clasismo y al racismo de la sociedad. Por su parte Frank, ante la imposibilidad de reprimir su homosexualidad se enamora de otro hombre y decide divorciarse.

## Reparto
- Julianne Moore - Cathy Whitaker
- Dennis Quaid - Frank Whitaker
- Dennis Haysbert - Raymond Deagan
- Patricia Clarkson - Eleanor Fine
- Viola Davis - Sybil
- James Rebhorn - Doctor Bowma
- Michael Gaston - Stan Fine
- Ryan Ward - David Whitaker
- Lindsay Andretta - Janice Whitaker
- Jordan Puryear - Sarah Deagan
- Celia Weston - Mona Lauder
- Barbara Garrick - Doreen
- J.B. Adams - Morris Farnsworth

## Recepción
Far from Heaven tiene una valoración positiva tanto entre la crítica profesional como entre los usuarios de los portales de información cinematográfica. En IMDb, contabilizados más de 48.000 votos, tiene una puntuación de 7,3 sobre 10.En Filmaffinity, además de estar incluida en el puesto 145 de la lista "Mejores películas y series con temática LGTBI+", sus usuarios con 9.490 votos le otorgan una calificación de 7,0 sobre 10. En el agregador de críticas Rotten Tomatoes obtiene la calificación de "fresco" para el 87% de las 222 críticas profesionales, cuyo consenso señala "un melodrama exquisitamente diseñado e interpretado, Lejos del cielo se gana las lágrimas de sus espectadores con sinceridad e inteligencia", y para el 79% de las más de 10.000 reseñas de sus usuarios.En Metacritic ostenta la consideración de "aclamación universal" al obtener una valoración de 84 sobre 100 computadas 37 críticas profesionales y una puntuación de 77 sobre 100 consideradas 64 críticas de los usuarios.

## Premios y nominaciones
La película estuvo nominada en cuatro categorías diferentes de los Óscar y ganó varios premios:

### Óscar
Nominada en las categorías:
- Mejor actriz principal - Julianne Moore
- Mejor guion original - Todd Haynes
- Mejor fotografía - Edward Lachman
- Mejor banda sonora - Elmer Bernstein

### Globos de Oro
Nominaciones en las categorías:
- Mejor actriz dramática - Julianne Moore
- Mejor actor de reparto - Dennis Quaid
- Mejor guion - Todd Haynes
- Mejor banda sonora - Elmer Bernstein

### Festival Internacional de Cine de Venecia
Ganadora en:
- Copa Volpi por la mejor interpretación femenina: Julianne Moore (2002)
- Premio por una contribución individual de especial importancia: Edward Lachman (2002)

### Premios Independent Spirit
Ganadora en las categorías:
- Mejor película
- Mejor actriz -Julianne Moore
- Mejor actor de reparto - Dennis Quaid
- Mejor director - Todd Haynes
- Mejor fotografía - Edward Lachman

### Chicago Film Critics Association Awards
Ganadora en las categorías:
- Mejor película
- Mejor director - Todd Haynes
- Mejor actriz - Julianne Moore
- Mejor actor de reparto - Dennis Quaid
- Mejor fotografía - Edward Lachman
- Mejor banda sonora - Elmer Bernstein

### National Board of Review
Ganadora en la categoría:
- Mejor actriz - Julianne Moore

### New York Film Critics Circle Awards
Ganadora en las categorías:
- Mejor película
- Mejor director - Todd Haynes
- Mejor actor de reparto - Dennis Quaid
- Mejor actriz de reparto - Patricia Clarkson
- Mejor fotografía - Edward Lachman

### Premios de laSociedad de Críticos de Cine Online
Ganadora en las categorías:
- Mejor actriz - Julianne Moore
- Mejor actor de reparto - Dennis Quaid
- Mejor guion original - Todd Haynes
- Mejor fotografía - Edward Lachman
- Mejor dirección artística
- Mejor diseño de vestuario - Sandy Powell
- Mejor banda sonora - Elmer Bernstein

### Premios del Sindicato de Actores
Nominada en las categorías:
- Mejor actriz - Julianne Moore
- Mejor actor de reparto - Dennis Quaid

### Writers Guild of America Awards
Nominada en la categoría:
- Mejor guion original - Todd Haynes